# Себастьян Пардо
Себастьян Пардо (ісп. Sebastián Pardo, нар. 1 січня 1982, Кільйота) — чилійський футболіст, що грав на позиції півзахисника.

## Клубна кар'єра
Народився 1 січня 1982 року в місті Кільйота. Вихованець футбольної школи клубу «Універсідад де Чилі». Дорослу футбольну кар'єру розпочав 1999 року в основній команді того ж клубу, в якій провів чотири сезони, взявши участь у 31 матчі чемпіонату. За цей час він виграв з командою по два чемпіонства і національних кубка.
З літа 2002 року Себастьян Пардо став виступати на правах оренди у нідерландському «Феєнорді». Під керівництвом Берта ван Марвейка під час свого першого сезону Пардо зіграв 18 ігор, в яких йому вдалося забити 3 рази. Він став досить популярним у Роттердамі, коли приніс клубу перемогу 1:0 в Лізі чемпіонів УЄФА проти «Ньюкасл Юнайтед». Цей виступ справив велике враження та привернув увагу клубів вдома та за кордоном. Втім Пардо вирішив продовжити свою кар'єру у «Феєнорді» та підписав з клубом контракт на чотири роки, які повністю відіграв, хоч і не здобув з клубом жодного трофею. В останні сезони чилійця переслідували травми, тому у сезоні 2007/08 Пардо грав за «Ексельсіор» (Роттердам), з яким зайняв останнє місце та вилетів з Ередивізі.
У липні 2008 року Себастьян повернувся в рідне «Універсідад де Чилі», з яким втретє став чемпіоном Чилі, але 2009 року у віці лише 27 років Пардо завершив кар'єру через сімейні причини. В подальшому Пардо повертався на поле в нижчих дивізіонах країни і грав у 2011 році за «Уніон Темуко», а 2013 році за «Кокімбо Унідо», втім на високий рівень вже не повернувся.

## Виступи за збірні
2001 року залучався до складу молодіжної збірної Чилі. У її складі був учасником молодіжного чемпіонату світу 2001 року в Аргентині, де він забив гол у матчі групового етапу проти України (2:4), але чилійці не вийшли з групи.
17 квітня 2002 року зіграв свій єдиний матч у складі національної збірної Чилі, взявши участь у товариській грі проти Туреччини (0:2)

## Досягнення
- Чемпіон Чилі (3): 1999, 2000, 2009 А
- Володар Кубка Чилі (2): 1998, 2000